# Cissy Kraner
Cissy Kraner, de son vrai nom Gisela Kraner (née le 13 janvier 1918 à Vienne, morte le 1er février 2012 à Baden) est une actrice, chanteuse et humoriste autrichienne.

## Biographie

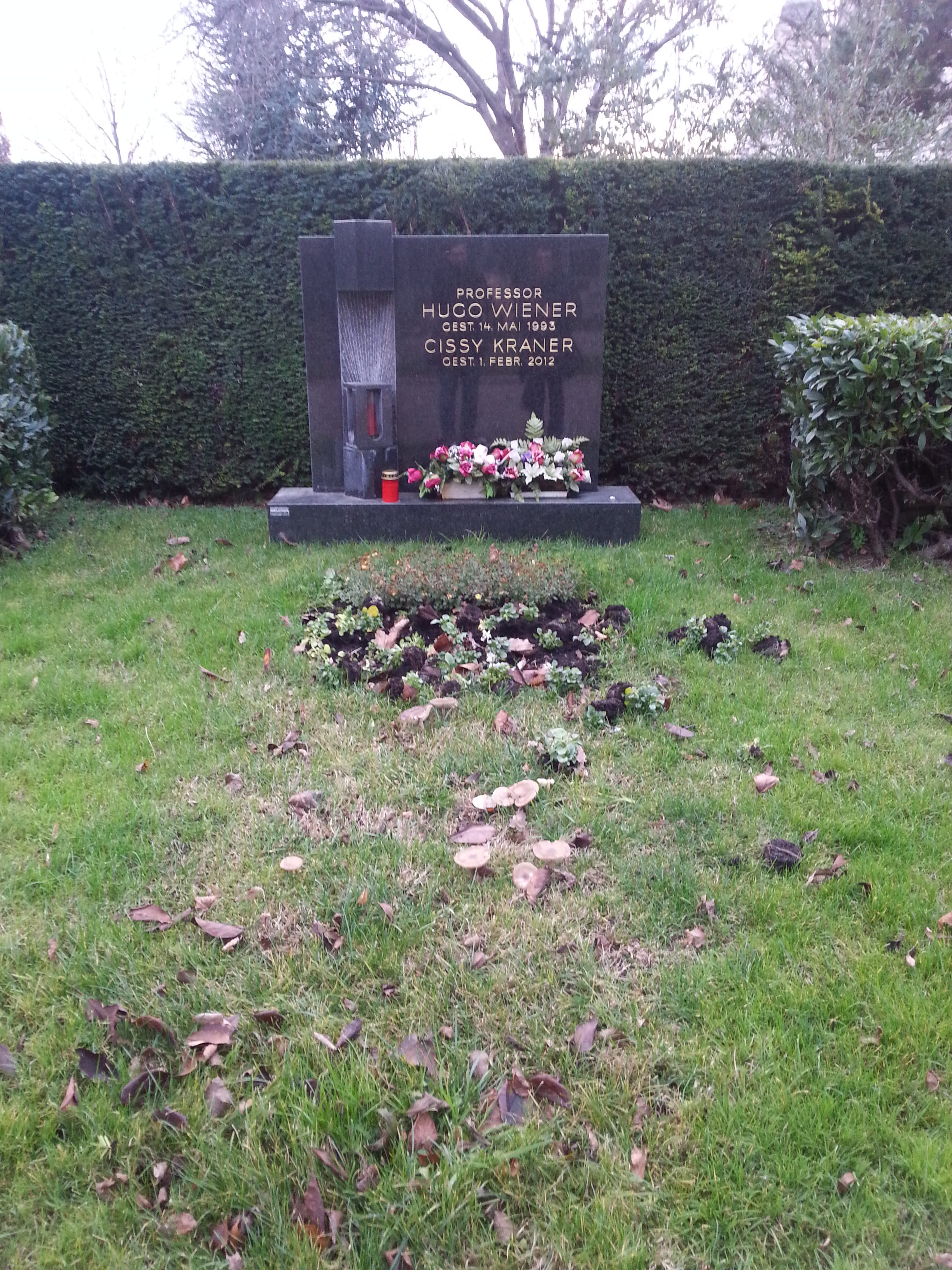
Tombe de Hugo Wiener et de sa femme Cissy Kraner dans le cimetière central de Vienne, Groupe G 33, Numéro 3.

Après des études de chant classique et des engagements comme soubrette, Kraner se tourne vers le cabaret et joue dans plusieurs établissements. En 1938, elle suit une revue à Bogota, où elle fait la connaissance de Hugo Wiener. Elle se produit avec lui puis, après leur mariage en 1943, ils ouvrent un bar pour les exilés où Kraner récite les chansons de son mari en cinq langues. Bien qu'elle fût convoquée au Reichsarbeitsdienst, elle reste avec son mari en exil parce qu'il est d'origine juive.
Après la Seconde Guerre mondiale, ils reviennent à Vienne en 1948 deviennent des membres de l'ensemble "Simpl". En 1965, Wiener rompt sa collaboration avec Karl Farkas (de) à cause de la jalousie ; Kraner le suit. De 1950 au printemps 1951, elle joue au "Lachenden Kabarett" dans le Melodies Bar à côté de Wiener et de Maxi Böhm (de).
En 1985, elle est engagée par le metteur en scène et chorégraphe Bernd R. Bienert (de) au Wiener Staatsoper, pour créer avec elle seule dans le rôle principal une œuvre de théâtre musical du compositeur autrichien Gottfried von Einem avec des textes de Lotte Ingrisch.
Hugo Wiener meurt en 1993. Cissy Kraner se fait alors accompagner pour ses chansons par Herbert Prikopa.